# Rhinecanthus
Rhinecanthus is een geslacht van vissen uit de familie van de trekkervissen (Balistidae). Het telt 7 soorten.
Soorten uit dit geslacht staan erom bekend dat zij zeer agressieve verdedigers zijn van hun territorium. Volwassen exemplaren zijn zeer schuw, en daardoor ook voor duikers moeilijk te benaderen. Zij komen vaak voor op ondiepe zandbodems van lagunes en zandige koraalplateaus.

## Soorten
- Rhinecanthus abyssus Matsuura & Shiobara, 1989
- Rhinecanthus aculeatus (Linnaeus, 1758)
- Rhinecanthus assasi (Forsskål, 1775)
- Rhinecanthus cinereus (Bonnaterre, 1788)
- Rhinecanthus lunula Randall & Steene, 1983
- Rhinecanthus rectangulus(Bloch & Schneider, 1801)
- Rhinecanthus verrucosus (Linnaeus, 1758)

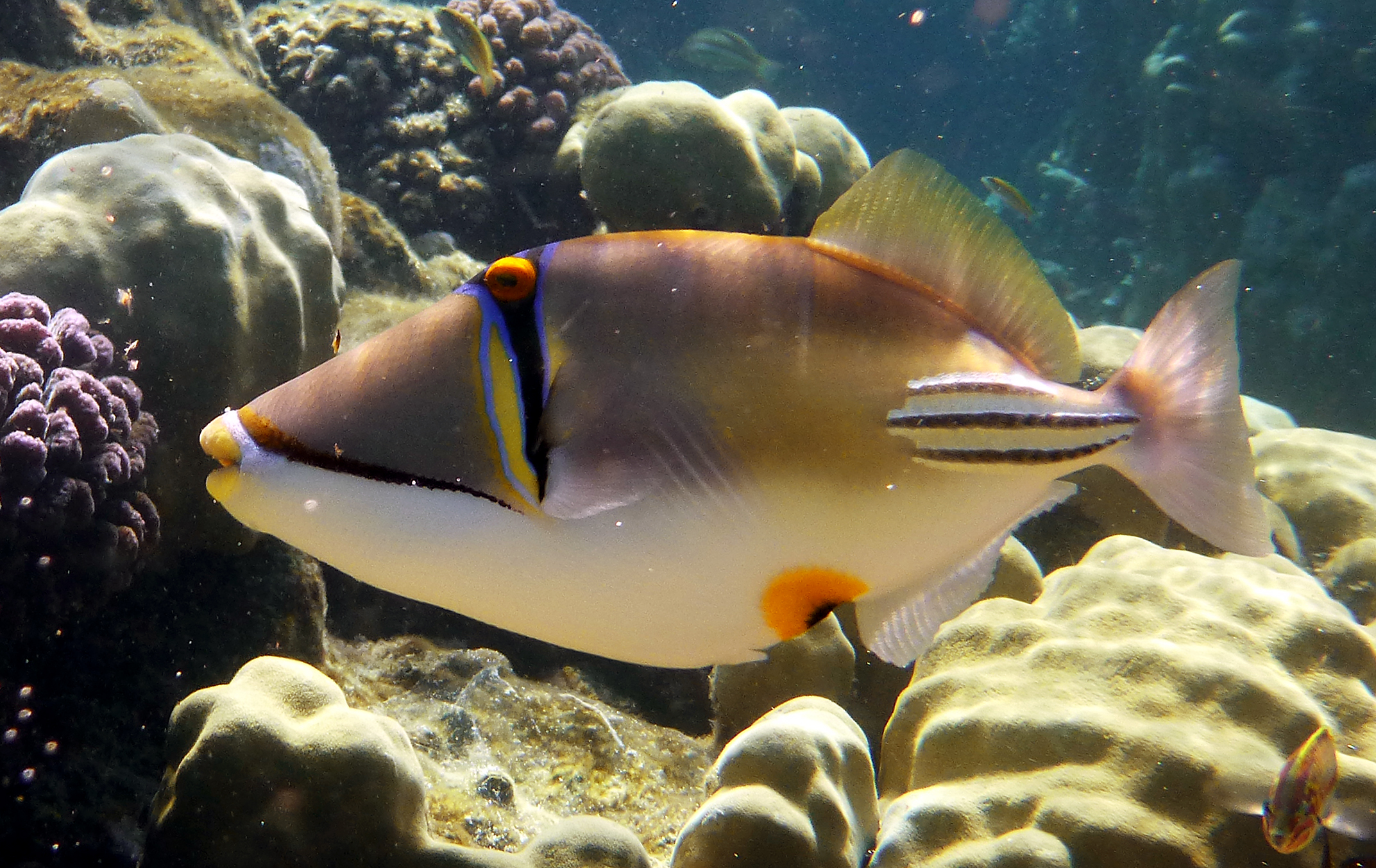
Rhinecanthus assasi
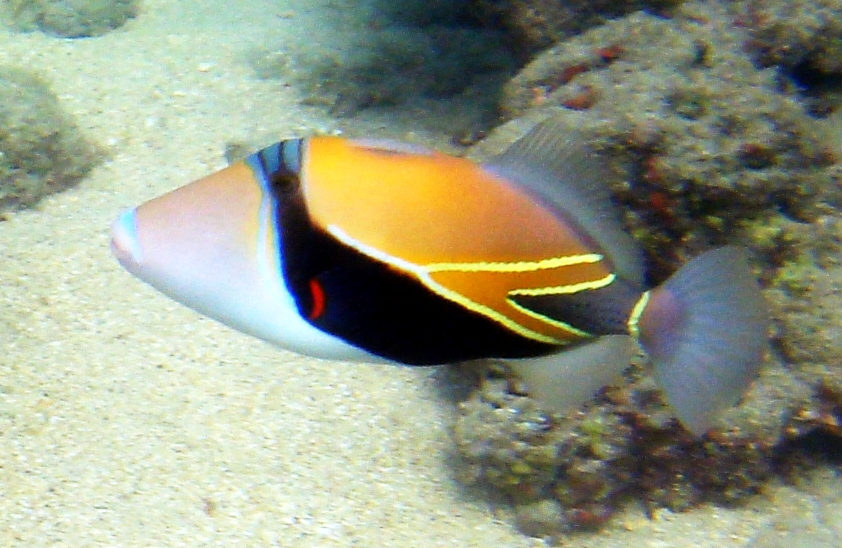
Rhinecanthus rectangulus